# Chumo
Der Chumo ist ein Berg im Assam-Himalaya an der Grenze zwischen dem indischen Bundesstaat Arunachal Pradesh und dem autonomen Gebiet Tibet.
Der vergletscherte Berg hat eine Höhe von 6890 m. Er befindet sich auf der McMahon-Linie im Himalaya-Hauptkamm in einem zwischen Indien und China umstrittenen Gebiet. Der Chumo ist einer der höchsten Berge in Arunachal Pradesh. Der Kangto (7090 m) befindet sich 10,5 km westsüdwestlich. Der Nyegi Kangsang (7047 m) liegt 4,97 km nordöstlich. Die Südflanke des Chumo liegt im Einzugsgebiet des Kameng, während die Nordflanke über den Subansiri entwässert wird.